# Grand Prix-wegrace van de DDR 1969
De Grand Prix-wegrace van de DDR 1969 was de zevende Grand Prix van wereldkampioenschap wegrace in het seizoen 1969. De races werden verreden op 12- en 13 juli 1969 op de Sachsenring nabij Karl-Marx-Stadt in Hohenstein-Ernstthal. Alle soloklassen kwamen aan de start. De wereldtitels in de 125cc-klasse en de 500cc-klasse werden hier beslist.

## Algemeen
De Grand Prix van de DDR werd onder natte omstandigheden verreden. Toch waren er op zondag 200.000 toeschouwers. De 50cc-klasse reed al op zaterdag, de overige klassen op zondag. Tijdens de trainingen kwam Bill Ivy om het leven. Ivy reed tijdens een vrije training terug naar de pit. Bij het ingaan van de laatste snelle bocht kreeg zijn Jawa 350 cc V4 een vastloper. Onderzoek wees uit dat de krukas van de onderste linker cilinder was vastgelopen. Bill Ivy en zijn motorfiets schoven een heel eind door en Bill raakte daarbij een tuinmuurtje dat niet door strobalen was afgeschermd. Mogelijk was zijn helm al bij de val afgerukt (volgens sommige bronnen had hij deze al afgenomen om naar de pit terug te rijden). Hij liep ernstig hoofdletsel op en overleed in het ziekenhuis.

## 500cc-klasse
In de DDR was het 500cc-startveld maar klein en veel topcoureurs waren niet op komen dagen. Dat lag aan het bijzonder lage startgeld én aan de slechte organisatie, die pas een week van tevoren de startbevestigingen de deur uit deed. Toppers als Godfrey Nash en Alan Barnett lieten dan ook verstek gaan. Ook dit was een natte race en dat was een kolfje naar de hand van Karl Auer (Matchless), die als tweede achter Giacomo Agostini reed. De strijd om de derde plaats liet duidelijk zien dat de "groten" niet waren gekomen, want die ging tussen Terry Dennehy met zijn tweecilinder Drixton-Honda CB 450 en Juri Randla met de Vostok, Jack Findlay (LinTo) en Gyula Marsovszky (LinTo). Findlay bleek de snelste en haalde ook Karl Auer nog in, maar hij viel uit met een gebroken tuimelaar en dat bleek een zwak punt van de LinTo te zijn, want Marsovszky overkwam hetzelfde. De LinTo was opgebouwd uit twee 250cc-Aermacchi-motoren en de tuimelaars waren dan ook standaard Aermacchi-exemplaren. Randla viel met carburatieproblemen uit. Auer kwam zo terug op de tweede plaats, gevolgd door Dennehy en Billie Nelson. De kaarten leken geschud, maar in de voorlaatste ronde viel Auer uit door een gebroken klep en Dennehy door een lege benzinetank. Daardoor ging de tweede plaats naar Nelson en de derde plaats naar Steve Ellis (LinTo). Dennehy kon duwend nog vijfde worden. Agostini was nu zeker van zijn wereldtitel. Omdat slechts zeven resultaten telden had hij het maximale aantal van 105 punten bereikt.
| Pos | Coureur           | Merk               | Tijd      | Punten |
| --- | ----------------- | ------------------ | --------- | ------ |
| 1   | Giacomo Agostini  | MV Agusta          | 1:08"09'7 | 15     |
| 2   | Billie Nelson     | Paton              | +1 ronde  | 12     |
| 3   | Steve Ellis       | LinTo              | +1 ronde  | 10     |
| 4   | Werner Bergold    | McIntyre-Matchless | +1 ronde  | 8      |
| 5   | Terry Dennehy     | Drixton-Honda      | +1 ronde  | 6      |
| 6   | Phil O'Brien      | Matchless          | +2 ronden | 5      |
| 7   | Maurice Hawthorne | Métisse-Aermacchi  | +2 ronden | 4      |
| 8   | Pentti Lethelä    | Matchless          | +2 ronden | 3      |
| 9   | Jack Lindh        | Seeley-Matchless   | +2 ronden | 2      |
| 10  | Endel Kiisa       | Vostok             | +2 ronden | 1      |
| 11  | Ross Hannan       | Norton             |           |        |
| 12  | Bosse Granath     | Husqvarna          |           |        |

| Coureur            | Merk              | Oorzaak    |
| ------------------ | ----------------- | ---------- |
| Karl Auer          | Matchless         | Klep       |
| Jack Findlay       | Matchless         | Tuimelaar  |
| Gyula Marsovszky   | LinTo             | Tuimelaar  |
| Karl Hoppe         | Seeley-URS        |            |
| André-Luc Appietto | Paton             |            |
| Steve Spencer      | Métisse-Matchless |            |
| Alberto Pagani     | LinTo             |            |
| Emanuele Maugliani | Norton            |            |
| Franco Trabalzini  | Paton             |            |
| Keith Turner       | LinTo             |            |
| Gordon Keith       | Yamaha            |            |
| Jüri Randla        | Vostok            | Carburatie |

| Coureur             | Merk                    | Oorzaak |
| ------------------- | ----------------------- | ------- |
| Wolfgang Stropek    | MV Agusta               |         |
| John Dodds          | Seeley-URS              |         |
| Kel Carruthers      | Aermacchi               |         |
| Gilbert Argo        | Matchless               |         |
| Bohumil Staša       | ČZ                      |         |
| Günter Fischer      | Matchless               |         |
| Paul Eickelberg     | Norton                  |         |
| Walter Scheimann    | Norton                  |         |
| Hannu Kuparinen     | Matchless               |         |
| Osmo Hansen         | Matchless               |         |
| Alan Barnett        | Kirby-Métisse-Matchless |         |
| Alan Lawton         | Norton                  |         |
| Barry Scully        | Norton                  |         |
| Brian Steenson      | Seeley-Matchless        |         |
| Dan Shorey          | Seeley-Matchless        |         |
| Derek Woodman       | Seeley-Matchless        |         |
| Godfrey Nash        | Norton                  |         |
| John Trevor Findlay | Norton                  |         |
| John Williams       | Métisse-Matchless       |         |
| Lewis Young         | Matchless               |         |
| Malcolm Uphill      | Norton                  |         |
| Percy Tait          | Triumph                 |         |
| Peter Darvil        | Norton                  |         |
| Peter Williams      | Matchless               |         |
| Rob Fitton          | Norton                  |         |
| Ron Chandler        | Seeley-Matchless        |         |
| Selwyn Griffiths    | Matchless               |         |
| Steve Jolly         | Seeley-Matchless        |         |
| Tom Dickie          | Kuhn-Seeley-Matchless   |         |
| Angelo Bergamonti   | Paton                   |         |
| Gilberto Milani     | Aermacchi               |         |
| Paolo Campanelli    | Seeley-Matchless        |         |
| Silvano Bertarelli  | Paton                   |         |
| Theo Louwes         | Norton                  |         |
| Ginger Molloy       | Bultaco                 |         |

### Top tien tussenstand 500cc-klasse
| Pos | Coureur           | Merk                     | Ptn |                |
| --- | ----------------- | ------------------------ | --- | -------------- |
| 1   | Giacomo Agostini  | MV Agusta                | 105 | Wereldkampioen |
| 2   | Alan Barnett      | Kirby-Métisse-Matchless  | 32  |                |
| 3   | Gyula Marsovszky  | LinTo                    | 31  |                |
| 4   | Billie Nelson     | Paton                    | 26  |                |
| 5   | Godfrey Nash      | Norton                   | 18  |                |
| 6   | Jack Findlay      | LinTo / Matchless        | 16  |                |
| 7   | Ron Chandler      | Seeley-Matchless         | 15  |                |
| 8   | Karl Auer         | Matchless                | 13  |                |
| 8   | Steve Ellis       | LinTo                    | 13  |                |
| 10  | Angelo Bergamonti | Paton                    | 12  |                |
| 10  | Karl Hoppe        | Métisse-URS / Seeley-URS | 12  |                |
| 10  | Gilberto Milani   | Aermacchi                | 12  |                |
| 10  | Peter Williams    | Matchless                | 12  |                |
| 10  | Percy Tait        | Triumph                  | 12  |                |

## 350cc-klasse
Voor de start van de Grand Prix van de DDR op de Sachsenring lagen er bloemen op de startplaats van Bill Ivy. Jawa had haar team teruggetrokken nadat Bill tijdens de training dodelijk verongelukt was. De (regen)race was niet erg interessant, tenminste niet waar het om de eerste drie plaatsen ging. Giacomo Agostini ging meteen voorop, gevolgd door Rodney Gould die langzaam de aansluiting verloor en als derde Heinz Rosner (MZ).
| Pos | Coureur          | Merk      | Tijd      | Punten |
| --- | ---------------- | --------- | --------- | ------ |
| 1   | Giacomo Agostini | MV Agusta | 1:02"28'5 | 15     |
| 2   | Rodney Gould     | Yamaha    | +48'8     | 12     |
| 3   | Heinz Rosner     | MZ        |           | 10     |
| 4   | Giuseppe Visenzi | Yamaha    |           | 8      |
| 5   | Bohumil Staša    | ČZ        |           | 6      |
| 6   | Marty Lunde      | Yamaha    | +1 ronde  | 5      |
| 7   | Kel Carruthers   | Aermacchi |           | 4      |
| 8   | Billie Nelson    | Aermacchi |           | 3      |
| 9   | Dave Simmonds    | Kawasaki  |           | 2      |
| 10  | Martti Pesonen   | Yamaha    |           | 1      |

| Coureur           | Merk | Oorzaak    |
| ----------------- | ---- | ---------- |
| František Šťastný | Jawa | Teambeleid |
| Bill Ivy (†)      | Jawa | Overleden  |

| Coureur          | Merk   | Oorzaak         |
| ---------------- | ------ | --------------- |
| Jack Findlay     | Yamaha | Ontsteking      |
| Silvio Grassetti | Yamaha | Versnellingsbak |

| Coureur             | Merk              |
| ------------------- | ----------------- |
| Brian Smith         | Aermacchi         |
| Herbert Denzler     | Aermacchi         |
| Ivar Sauter         | Aermacchi         |
| Karel Bojer         | ČZ                |
| Adolf Ohligschläger | Yamaha            |
| Günter Fischer      | Aermacchi         |
| Karl Hoppe          | Yamaha            |
| Walter Scheimann    | Yamaha            |
| Hannu Kuparinen     | Yamaha            |
| Bill Smith          | Honda             |
| Billie Guthrie      | Yamaha            |
| Billie McCosh       | Aermacchi         |
| Brian Steenson      | Aermacchi         |
| Cecil Crawford      | Aermacchi         |
| Cliff Carr          | Yamaha            |
| Dave Degens         | Aermacchi         |
| Godfrey Nash        | Norton            |
| Jerry Lancaster     | Drixton-Aermacchi |
| Jim Curry           | Métisse-Aermacchi |
| John Trevor Findlay | Norton            |
| Lewis Young         | Aermacchi         |
| Maurice Hawthorne   | Métisse-Aermacchi |
| Mike Hatherill      | Aermacchi         |
| Phil Read           | Yamaha            |
| Rob Fitton          | Norton            |
| Roy Graham          | Aermacchi         |
| Selwyn Griffiths    | AJS               |
| Terry Grotefeld     | Yamaha            |
| Tom Dickie          | Seeley-AJS        |
| Tommy Robb          | Aermacchi         |
| Tony Rutter         | Yamaha            |
| János Drapál        | Aermacchi         |
| Bruno Spaggiari     | Ducati            |
| Gilberto Milani     | Aermacchi         |
| Silvano Bertarelli  | Aermacchi         |
| Jan Kostwinder      | Yamaha            |
| Leo Commu           | Yamaha            |
| Ginger Molloy       | Bultaco           |
| Gordon Keith        | Yamaha            |

### Top tien tussenstand 350cc-klasse
| Pos | Coureur           | Merk      | Ptn |
| --- | ----------------- | --------- | --- |
| 1   | Giacomo Agostini  | MV Agusta | 75  |
| 2   | Jack Findlay      | Yamaha    | 30  |
| 3   | Giuseppe Visenzi  | Yamaha    | 29  |
| 4   | Kel Carruthers    | Aermacchi | 25  |
| 5   | Bill Ivy (†)      | Jawa      | 24  |
| 6   | Brian Steenson    | Aermacchi | 12  |
| 6   | Rodney Gould      | Yamaha    | 12  |
| 8   | František Šťastný | Jawa      | 10  |
| 8   | Silvio Grassetti  | Yamaha    | 10  |
| 8   | Bohumil Staša     | ČZ        | 10  |
| 8   | Heinz Rosner      | MZ        | 10  |

## 250cc-klasse
De 250cc-race van de DDR werd in de regen verreden, maar was desondanks leuk en spannend. Heinz Rosner was hersteld van zijn sleutelbeenbreuk op Man en nam bij de start meteen de leiding. Santiago Herrero en Renzo Pasolini joegen achter hem aan, terwijl er ook om de vierde plaats gevochten werd door Rodney Gould, Kel Carruthers en Kent Andersson. In de derde ronde nam Herrero de leiding en Pasolini was nu tweede. In de zesde ronde moest Rosner de pit in om een bougie te wisselen. Hij werd daardoor gepasseerd door Andersson en Carruthers, terwijl Gould intussen was gevallen. Toen Rosner weer de baan op kon wist hij de derde plaats echter weer snel in te nemen. In de laatste ronde leverden Herrero en Pasolini nog een flink gevecht en uiteindelijk won Pasolini met een kleine voorsprong.
| Pos | Coureur          | Merk            | Tijd     | Punten |
| --- | ---------------- | --------------- | -------- | ------ |
| 1   | Renzo Pasolini   | Benelli         | 51":41'2 | 15     |
| 2   | Santiago Herrero | Ossa            | +0'3     | 12     |
| 3   | Heinz Rosner     | MZ              | +1"31'8  | 10     |
| 4   | Kent Andersson   | Yamaha          | +1"36'6  | 8      |
| 5   | Kel Carruthers   | Benelli         | +1"50'7  | 6      |
| 6   | Börje Jansson    | Kawasaki-Yamaha | +3"13'6  | 5      |
| 7   | Lothar John      | Yamaha          |          | 4      |
| 8   | Martti Pesonen   | Yamaha          |          | 3      |
| 9   | Keith Turner     | Aermacchi       |          | 2      |
| 10  | Günter Bartusch  | MZ              |          | 1      |

| Coureur          | Merk   | Oorzaak         |
| ---------------- | ------ | --------------- |
| Rodney Gould     | Yamaha | Val             |
| Giuseppe Visenzi | Yamaha | Versnellingsbak |
| Silvio Grassetti | Yamaha |                 |

| Coureur           | Merk | Oorzaak    |
| ----------------- | ---- | ---------- |
| František Šťastný | Jawa | Teambeleid |

| Coureur      | Merk | Oorzaak  |
| ------------ | ---- | -------- |
| László Szabó | MZ   | Blessure |

| Coureur           | Merk      |
| ----------------- | --------- |
| Heinz Kriwanek    | Suzuki    |
| Eric Hinton       | Yamaha    |
| Jack Findlay      | Yamaha    |
| Frank Perris      | Suzuki    |
| Gyula Marsovszky  | Yamaha    |
| Karel Bojer       | ČZ        |
| Dieter Braun      | MZ        |
| Klaus Huber       | Yamaha    |
| Reinhard Scholtis | Kawasaki  |
| Siegfried Lohmann | Suzuki    |
| Toni Gruber       | Yamaha    |
| Carlos Giró       | Ossa      |
| Matti Salonen     | Yamaha    |
| Pentti Korhonen   | Yamaha    |
| Teuvo Länsivuori  | Yamaha    |
| Christian Ravel   | Yamaha    |
| Jean Auréal       | Yamaha    |
| Billie Guthrie    | Yamaha    |
| Billie Nelson     | Yamaha    |
| Chas Mortimer     | Yamaha    |
| Dave Simmonds     | Kawasaki  |
| Derek Chatterton  | Yamaha    |
| Dick Pipes        | Yamaha    |
| Frank Whiteway    | Suzuki    |
| Ian Richards      | Yamaha    |
| Jerry Lancaster   | Yamaha    |
| John Ringwood     | Yamaha    |
| Mick Chatterton   | Yamaha    |
| Phil Read         | Benelli   |
| Ray McCullough    | Yamaha    |
| Stan Woods        | Yamaha    |
| Tony Rutter       | Yamaha    |
| Angelo Bergamonti | Aermacchi |
| Eugenio Lazzarini | Benelli   |
| Gilberto Parlotti | Benelli   |
| Walter Villa      | Villa     |
| Gordon Keith      | Yamaha    |

### Top tien tussenstand 250cc-klasse
| Pos | Coureur           | Merk            | Ptn |
| --- | ----------------- | --------------- | --- |
| 1   | Santiago Herrero  | Ossa            | 77  |
| 2   | Kent Andersson    | Yamaha          | 57  |
| 3   | Kel Carruthers    | Benelli         | 43  |
| 4   | Rodney Gould      | Yamaha          | 32  |
| 5   | Renzo Pasolini    | Benelli         | 30  |
| 6   | Frank Perris      | Suzuki          | 25  |
| 7   | Lothar John       | Yamaha          | 19  |
| 7   | Börje Jansson     | Kawasaki-Yamaha | 19  |
| 9   | Heinz Rosner      | MZ              | 15  |
| 10  | Angelo Bergamonti | Aermacchi       | 11  |
| 10  | Martti Pesonen    | Yamaha          | 11  |

## 125cc-klasse
Dave Simmonds won ook in de DDR, en werd daarmee onbereikbaar voor de concurrentie en vier wedstrijden voor het einde van het seizoen was hij al wereldkampioen. Toch werd de wedstrijd eerst aangevoerd door Dieter Braun, die als West-Duitser toch enthousiast werd toegejuigt door het Oost-Duitse publiek. Vlak voor het einde van de race brak zijn krukas, waardoor Simmonds spekkoper werd. Braun werd duwend elfde. Günter Bartusch lag lang op de derde plaats maar viel met zijn MZ ook uit en daardoor werd de Oostenrijker Heinz Kriwanek met zijn zelfbouwmachine tweede, vlak voor Friedhelm Kohlar (MZ).
| Pos | Coureur            | Merk     | Tijd    | Punten |
| --- | ------------------ | -------- | ------- | ------ |
| 1   | Dave Simmonds      | Kawasaki | 43"28'7 | 15     |
| 2   | Heinz Kriwanek     | Rotax    | +1"16'1 | 12     |
| 3   | Friedhelm Kohlar   | MZ       | +1"16'3 | 10     |
| 4   | Ryszard Mankiewicz | MZ       | +1"28'4 | 8      |
| 5   | Cees van Dongen    | Suzuki   | +1"41'9 | 6      |
| 6   | Thomas Heuschkel   | MZ       | +1"44'8 | 5      |
| 7   | Kent Andersson     | Maico    | +1"55'1 | 4      |
| 8   | Lothar John        | MZ       | +2"38'2 | 3      |
| 9   | Börje Jansson      | Maico    | +3"07'5 | 2      |
| 10  | Hartmut Bischoff   | MZ       | +3"30'0 | 1      |
| 11  | Dieter Braun       | Suzuki   |         |        |

| Coureur         | Merk | Oorzaak |
| --------------- | ---- | ------- |
| Günter Bartusch | MZ   | Motor   |
| Jan Huberts     | MZ   |         |

| Coureur      | Merk | Oorzaak  |
| ------------ | ---- | -------- |
| László Szabó | MZ   | Blessure |

| Coureur               | Merk      |
| --------------------- | --------- |
| Barry Smith           | Derbi     |
| John Dodds            | Aermacchi |
| Kel Carruthers        | Aermacchi |
| Bruno Veigel          | Honda     |
| Herbert Denzler       | Honda     |
| Jean Campiche         | Honda     |
| Eberhard Mahler       | MZ        |
| Heinz Rosner          | MZ        |
| Siegfried Lohmann     | MZ        |
| Walter Scheimann      | Villa     |
| Enrique Escuder       | Bultaco   |
| Ramón Galí            | Bultaco   |
| Pertti Leinonen       | Honda     |
| Seppo Kangasniemi     | MZ        |
| Daniel Crivello       | Maico     |
| Jacques Roca          | Derbi     |
| Jean Auréal           | Yamaha    |
| Jean-François Chaffin | Villa     |
| Pierre Viura          | Maico     |
| Bob Coulter           | Bultaco   |
| Carl Ward             | Honda     |
| Charles Garner        | Bultaco   |
| Chas Mortimer         | Villa     |
| Gary Dickinson        | Honda     |
| Jerry Lancaster       | Honda     |
| Jim Curry             | Honda     |
| John Kiddie           | Honda     |
| John Shacklady        | Bultaco   |
| Steve Murray          | Honda     |
| Tom Loughridge        | Bultaco   |
| Tommy Robb            | Bultaco   |
| János Reisz           | MZ        |
| Francesco Villa       | Villa     |
| Giuseppe Mandolini    | Villa     |
| Silvano Bertarelli    | Aermacchi |
| Walter Villa          | Villa     |
| Jean-Louis Pasquier   | Bultaco   |
| Lous van Rijswijk jr. | Yamaha    |
| Ginger Molloy         | Bultaco   |
| Bosse Granath         | MZ        |

### Top tien tussenstand 125cc-klasse
| Pos | Coureur            | Merk           | Ptn |                |
| --- | ------------------ | -------------- | --- | -------------- |
| 1   | Dave Simmonds      | Kawasaki       | 87  | Wereldkampioen |
| 2   | Kent Andersson     | Maico / Yamaha | 36  |                |
| 3   | Cees van Dongen    | Suzuki         | 31  |                |
| 4   | Dieter Braun       | Suzuki         | 24  |                |
| 5   | Ginger Molloy      | Bultaco        | 22  |                |
| 5   | Heinz Kriwanek     | Rotax          | 22  |                |
| 7   | Kel Carruthers     | Aermacchi      | 18  |                |
| 8   | Jean Auréal        | Yamaha         | 15  |                |
| 9   | Lothar John        | MZ             | 14  |                |
| 10  | Jan Huberts        | MZ             | 11  |                |
| 10  | Ryszard Mankiewicz | MZ             | 11  |                |

## 50cc-klasse
In Oost-Duitsland had Aalt Toersen een slechte start, maar die van Barry Smith was nog veel slechter, hij moest een halve minuut duwen voor zijn motor aansloeg en behoorlijk op toeren wilde komen. Zijn Derbi-teamgenoten Santiago Herrero en Ángel Nieto waren goed weg, en wisselden tijdens de race regelmatig van positie. In de laatste ronde liep Nieto ongeveer 20 meter uit en dat besliste de race. Op de derde plaats finishte Aalt Toersen na een flink gevecht met Kreidler- testrijder Rudolf Kunz. Zijn tien punten leverden Toersen netto niets op: ze verdwenen als streepresultaat.
| Pos | Coureur           | Merk              | Tijd    | Punten |
| --- | ----------------- | ----------------- | ------- | ------ |
| 1   | Ángel Nieto       | Derbi             | 28"20'7 | 15     |
| 2   | Santiago Herrero  | Derbi             | +4'6    | 12     |
| 3   | Aalt Toersen      | Van Veen-Kreidler | +21'0   | 10     |
| 4   | Rudolf Kunz       | Kreidler          | +22'5   | 8      |
| 5   | Jan de Vries      | Van Veen-Kreidler | +38'9   | 6      |
| 6   | Eugenio Lazzarini | Morbidelli        |         | 5      |
| 7   | Barry Smith       | Derbi             |         | 4      |
| 8   | Ludwig Faßbender  | Kreidler          |         | 3      |
| 9   | Gilberto Parlotti | Tomos             |         | 2      |
| 10  | Franco Ringhini   | Morbidelli        |         | 1      |

| Coureur               | Merk              |
| --------------------- | ----------------- |
| Jakob Unterladstätter | KTM               |
| Herbert Denzler       | Kreidler          |
| Winfried Reinhard     | Reimo             |
| Fran Redfern          | Honda             |
| Frank Whiteway        | Crooks-Suzuki     |
| Luke Lawlor           | Derbi             |
| Stuart Aspin          | Meurs-Garelli     |
| Giovanni Lombardi     | Guazzoni          |
| Silvano Bertarelli    | Minarelli         |
| Cees van Dongen       | Van Veen-Kreidler |
| Jan Huberts           | Kreidler          |
| Martin Mijwaart       | Jamathi           |
| Paul Lodewijkx        | Jamathi           |
| Adrijan Bernetic      | Tomos             |
| Janko-Florijan Štefe  | Tomos             |

### Top tien tussenstand 50cc-klasse
| Pos | Coureur           | Merk              | Ptn     |
| --- | ----------------- | ----------------- | ------- |
| 1   | Aalt Toersen      | Van Veen-Kreidler | 65 (75) |
| 2   | Barry Smith       | Derbi             | 49      |
| 3   | Jan de Vries      | Van Veen-Kreidler | 40      |
| 4   | Ángel Nieto       | Derbi             | 39      |
| 5   | Santiago Herrero  | Derbi             | 28      |
| 6   | Gilberto Parlotti | Tomos             | 27      |
| 7   | Rudolf Kunz       | Kreidler          | 20      |
| 8   | Ludwig Faßbender  | Kreidler          | 19      |
| 9   | Paul Lodewijkx    | Jamathi           | 18      |
| 10  | Winfried Reinhard | Reimo             | 8       |
| 10  | Cees van Dongen   | Van Veen-Kreidler | 8       |

## Trivia

### Dieter Braun
De West-Duitser Dieter Braun werd bij elke doorkomst door het Oost-Duitse publiek toegejuicht. Dat was de organisatoren en wedstrijdleiders van de Allgemeiner Deutscher Motorsport Verband een doorn in het oog en uiteindelijk het begin van het einde van de GP van de DDR. Nu Braun niet won was de ramp nog te overzien, maar als hij dat wel deed moest men het Lied der Deutschen (het Duitse volkslied) spelen en dat was niet de bedoeling. Tijdens de GP van de DDR van 1971 won Braun de 250cc-race en het Oost-Duitse publiek loste het probleem op door zelf het derde couplet van het Lied der Deutschen te zingen. Daarop besloot men in 1973 om de Grand Prix als uitnodigingsrace te organiseren, met alleen rijders uit het Oostblok. De Grand Prix van de DDR verloor daarmee haar WK-status. De Oost-Duitsers trokken daarna massaal naar de Grand Prix van Tsjecho-Slowakije om Braun alsnog toe te juichen.